# لي تشي قوه
لي تشي قوه (بالصينية: 李志国) (مواليد أكتوبر 1956) دبلوماسي صيني وحاليا السفير الصيني لدى ليبيا.

## النشأة والمسيرة المهنية
ولد لي في مقاطعة هيلونغجيانغ في أكتوبر 1956. تخرج من جامعة بكين للدراسات الأجنبية في تخصص اللغة الإنجليزية.
من 1997 إلى 2001 كان يعمل في القنصلية العامة الصينية في دبي.
في عام 2006 تمت ترقيته ليصبح السفير الصيني إلى البحرين وهو المنصب الذي شغله حتى عام 2009.
كان القنصل العام الصيني في جوبا في نوفمبر 2010 واستمر في منصبه حتى أغسطس 2011.
في سبتمبر 2011 تم تعيينه السفير الصينى لدى جنوب السودان من قبل الرئيس الصيني هو جينتاو وبقي في هذا المنصب حتى يوليو 2013 عندما تم نقله إلى طرابلس عاصمة ليبيا وعين السفير الصيني.